# Sarimulyo (Cluring)
Sarimulyo is een bestuurslaag in het regentschap Banyuwangi van de provincie Oost-Java, Indonesië. Sarimulyo telt 6195 inwoners (volkstelling 2010).